# Hylaeus daviesiae
Hylaeus daviesiae är en biart som beskrevs av Houston 1981. Hylaeus daviesiae ingår i släktet citronbin, och familjen korttungebin. Inga underarter finns listade i Catalogue of Life.

## Bildgalleri

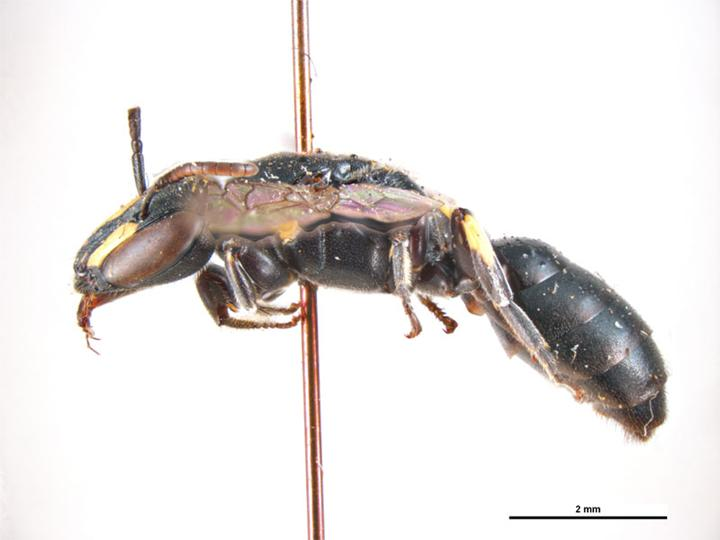